# Chacor ha-Gelilit
Chacor ha-Gelilit (hebrejsky חָצוֹר הַגְּלִילִית‎, v oficiálním přepisu do angličtiny Hazor HaGelilit, přepisováno též Hatzor HaGlilit) je místní rada (malé město) v Izraeli, v Severním distriktu.

## Geografie
Leží v nadmořské výšce 340 m na pomezí východního okraje svahů Horní Galileje a údolí horního toku řeky Jordán. Město se nachází přibližně 123 km severovýchodně od centra Tel Avivu a 55 km severovýchodně od centra Haify.
Chacor ha-Gelilit je situován v hustě osídleném pásu, přičemž osídlení v tomto regionu je většinově židovské. Vlastní Chacor ha-Gelilit obývají Židé, stejně jako sousední město Roš Pina. Pouze 4 km východním směrem leží arabská beduínská obec Tuba-Zangarija. Chacor ha-Gelilit je na dopravní síť napojen pomocí dálnice číslo 90.

## Dějiny

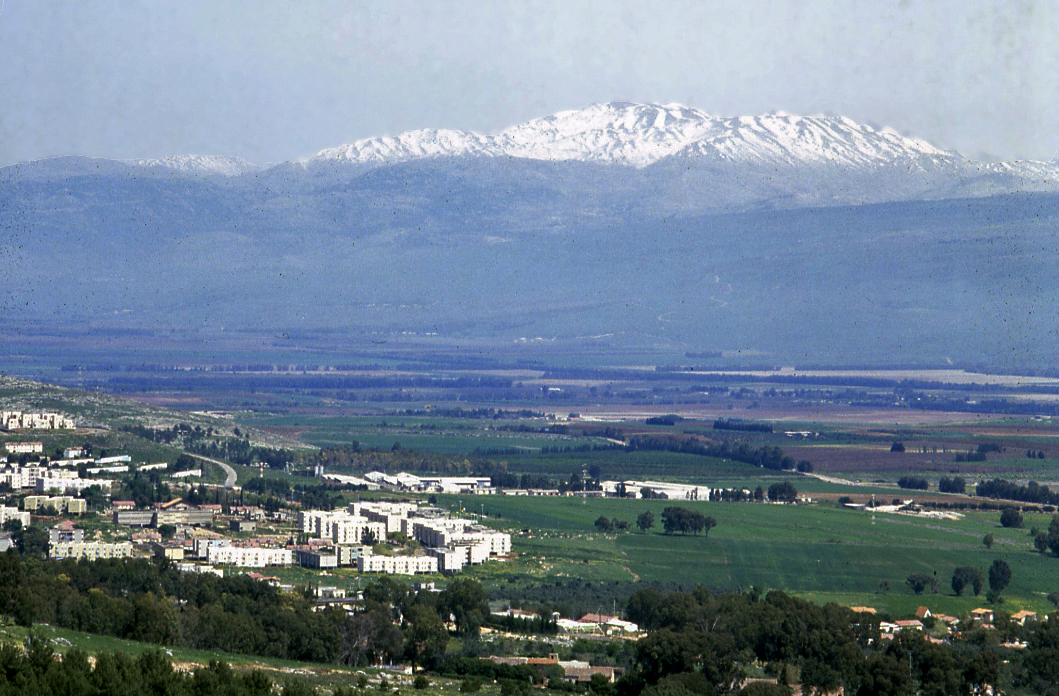
Chacor ha-Gelilit, v pozadí Chulské údolí a hora Hermon

V okolí nynějšího města Chacor ha-Gelilit se před rokem 1948 rozkládalo řídké arabské osídlení. V kopcích severozápadně od současného města to byla vesnice Mughr al-Chajt, která byla dobyta izraelskou armádou v rámci operace Jiftach během války za nezávislost v květnu roku 1948. Vesnice pak byla vysídlena a její zástavba převážně zničena.
Chacor ha-Gelilit byl založen v roce 1953. Jeho jméno odkazuje na biblické město Chasór, které zmiňuje například Kniha Jozue 11,10 Zbytky této biblické lokality byly odkryty na nedalekém Tel Chacor. Novověký Chacor ha-Gelilit vznikl jako takzvané rozvojové město (ajarat pituach), které mělo zajistit rychlé ubytování pro židovské přistěhovalce, kteří po vzniku státu Izrael dorazili do země, a posílit demograficky židovskou přítomnost v periferních částech státu. Vzniku města předcházely dva provizorní přistěhovalecké tábory, které na tomto místě vznikly: Chacor A (חצור א‎) a Chacor B (חצור ב‎). Založení města přecházely spory ohledně toho, zda vznik nového městské centra nebude znamenat oslabení stávajících rostoucích měst Safed a Kirjat Šmona. První obyvatelé se sem nastěhovali pravděpodobně už roku 1952. Město bylo oficiálně založeno 25. prosince 1952.
V roce 1956 byl Chacor ha-Gelilit povýšen na místní radu (malé město). V obci se nachází hrobka starověkého židovského učence Choniho ha-Me'agela, která je židovským poutním místem. V Chacor ha-Gelilit funguje 24 mateřských škol, základní školy a střední školy.
Během druhé libanonské války v roce 2006 dopadaly rakety odpálené hnutím Hizballáh. V únoru 2009 ve městě probíhaly demonstrace propuštěných zaměstnanců místní potravinářské továrny Pri ha-Galil, která byla na pokraji bankrotu a na níž bylo závislých 400 rodin z Chacor ha-Gelilit. Do ekonomických problémů se zároveň v roce 2009 dostala i další místní firma – slévárenská společnost Mogdal, která poslala své zaměstnance na nucenou dovolenou.

## Demografie
Podle údajů z roku 2005 tvořili Židé 96,9 % populace Chacor ha-Gelilit a včetně „ostatních“, tedy nearabských obyvatel židovského původu, ale bez formální příslušnosti k židovskému náboženství 99,9 %. Podle údajů z roku 2009 tvořili naprostou většinu obyvatel Židé - přibližně 8 300 osob (včetně statistické kategorie „ostatní“, která zahrnuje nearabské obyvatele židovského původu, ale bez formální příslušnosti k židovskému náboženství, přibližně 8 500 osob). Ve městě žijí sekulární i nábožensky založení Židé. Počátkem 21. století byla v obci zřízena čtvrt pro ultraortodoxní Židy.
Jde o menší sídlo městského typu s mírným populačním růstem. K 31. prosinci 2017 zde žilo 9 100 lidí.
| Rok  | Obyvatelé |
| ---- | --------- |
| 1953 | 895       |
| 1954 | 1 150     |
| 1955 | 2 000     |
| 1956 | 2 940     |
| 1957 | 3 600     |
| 1958 | 4 400     |
| 1959 | 4 650     |
| 1960 | 4 800     |
| 1961 | 4 810     |
| 1962 | 5 250     |
| 1963 | 5 150     |
| 1964 | 5 250     |

| Rok  | Obyvatelé |
| ---- | --------- |
| 1965 | 5 200     |
| 1966 | 5 250     |
| 1967 | 5 250     |
| 1968 | 5 300     |
| 1969 | 5 250     |
| 1970 | 5 250     |
| 1971 | 5 250     |
| 1972 | 5 250     |
| 1973 | 5 500     |
| 1974 | 5 400     |
| 1975 | 5 501     |
| 1976 | 5 600     |

| Rok  | Obyvatelé |
| ---- | --------- |
| 1977 | 5 700     |
| 1978 | 5 900     |
| 1979 | 6 100     |
| 1980 | 6 300     |
| 1981 | 6 400     |
| 1982 | 6 500     |
| 1983 | 6 200     |
| 1984 | 6 400     |
| 1985 | 6 600     |
| 1986 | 6 600     |
| 1987 | 6 600     |
| 1988 | 6 800     |

| Rok  | Obyvatelé |
| ---- | --------- |
| 1989 | 6 900     |
| 1990 | 7 200     |
| 1991 | 7 800     |
| 1992 | 7 900     |
| 1993 | 8 200     |
| 1994 | 8 201     |
| 1995 | 7 931     |
| 1996 | 8 265     |
| 1997 | 8 492     |
| 1998 | 8 608     |
| 1999 | 8 500     |
| 2000 | 8 524     |

| Rok  | Obyvatelé |
| ---- | --------- |
| 2001 | 8 542     |
| 2002 | 8 500     |
| 2003 | 8 500     |
| 2004 | 8 400     |
| 2005 | 8 400     |
| 2006 | 8 400     |
| 2007 | 8 600     |
| 2008 | 8 600     |
| 2009 | 8 500     |
| 2010 | 8 700     |
| 2011 | 8 700     |
| 2012 | 8 800     |

| Rok  | Obyvatelé |
| ---- | --------- |
| 2013 | 8 900     |
| 2014 | 8 800     |
| 2015 | 8 800     |
| 2016 | 9 000     |
| 2017 | 9 100     |
| 2018 | 9 200     |
| 2019 | 9 270     |